# Sakralizacja (religioznawstwo)

## Sakralizacja (religioznawstwo)

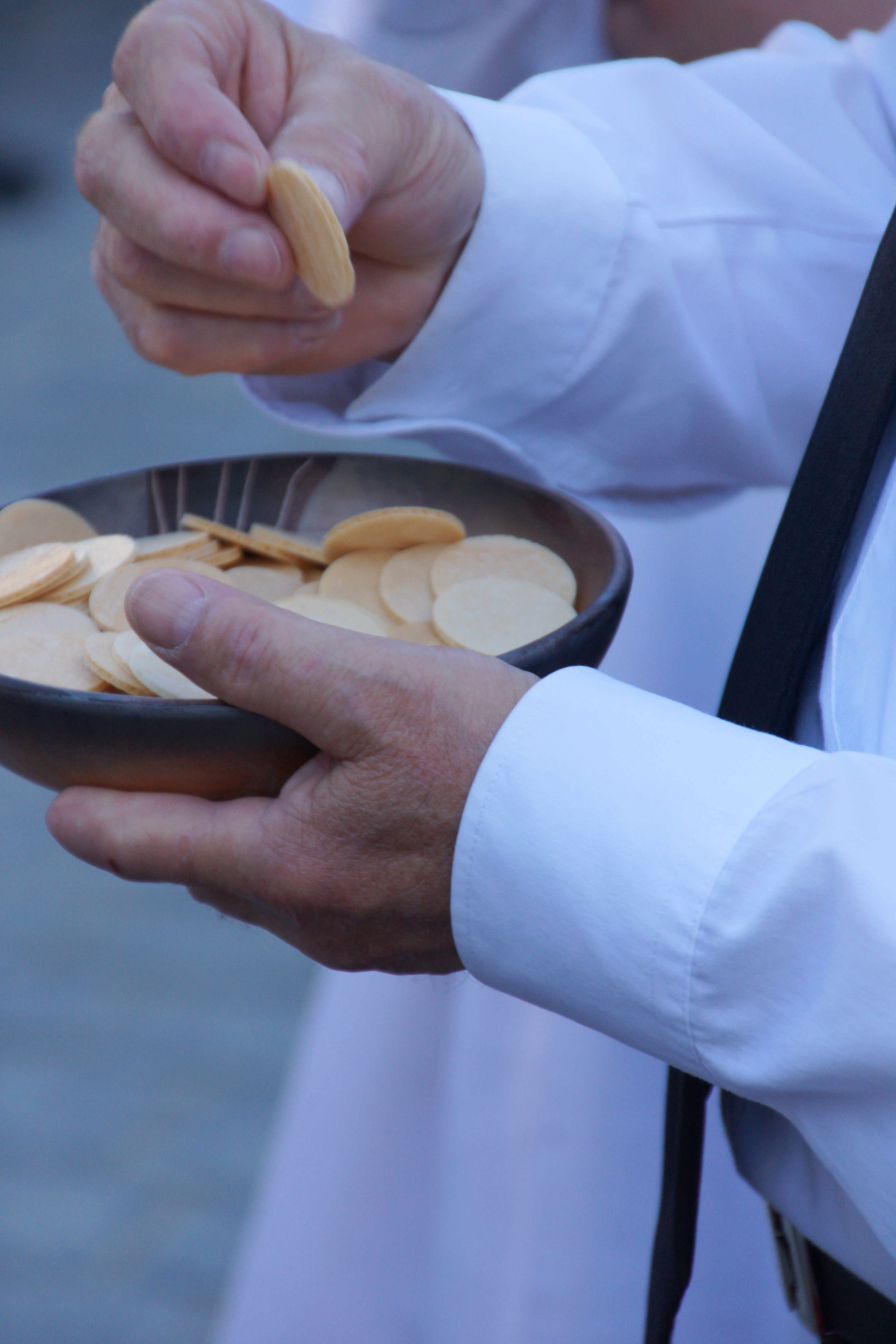
Hostia podawana w czasie sakramentu Eucharystii

Sakralizacja (religioznawstwo) – inaczej „uświęcenie”, pojęcie z dziedziny religioznawstwa ściśle związane ze sferą sacrum. Fenomen ten polega na przypisaniu cech świętości (o różnym stopniu) przedmiotom, miejscom lub zjawiskom w kontekście religijnym. To, co zostało uświęcone, zostaje następnie otoczone szczególną czcią i uwagą przez ludzi, choć przypisana świętość może również zostać odebrana. Proces sakralizacji jest nieodłącznym elementem wierzeń religijnych na całym świecie.

### Przyczyny sakralizacji
Według Émile Durkheima świat dzieli się na dwa dwie różne sfery - sferę świecką (profanum), oraz na sferę świętą (sacrum), często także nazywaną prościej tym co “nadprzyrodzone”. Obie z nich mają działać na podstawie tzw. heterogeniczności absolutnej tj. w całkowitej opozycji do siebie. Pomimo szerokiego przekonania, że dawniej ludzie za “nadprzyrodzone” uważali zwykłe zjawiska przyrodnicze, to by uznać coś za “nadprzyrodzone”, najpierw musieli oni zrozumieć co znaczy “naturalne”. Idąc dalej tym tokiem można więc przypuszczać, że mieli oni pojęcie o procesach zachodzących w przyrodzie, gdyż bez tej wiedzy nie daliby rady przetrwać. Choć zjawiska te nie były uznawane za nieprzewidywalne i magiczne same w sobie, to wciąż budziły one w ludziach podziw i strach. W całym procesie uświęcenia chodziło więc m.in. o zachowanie ciągłości. Choć człowiek obie sfery pojmował oddzielnie to wciąż się one przenikały, inaczej sfera świętości niczemu by nie służyła.
Mircea Eliade za pierwszy objaw sacrum uznaje niebo. Twierdzi, iż stąd miało się wziąć używanie tytułu “boga najwyższego” (niebo jest wysoko, a bóg jest w niebie). Najważniejszy w panteonie przez to miał być bóg nieba, burzy czy powietrza. Jako przykład podaje szeroko znanego starożytnego greckiego Zeusa, czy rzymskiego Jowisza. Na co dzień ludzie mieli jednak o pomoc i opiekę zwracać się do bóstw związanych ze zjawiskami bardziej przyziemnymi. Ważną rolę odgrywała w tym m.in. woda kojarzona często z praoceanem pojawiającym się w wielu wierzeniach jako pierwotny chaos z którego narodzić się miała ziemia. Sam żywioł kojarzony jest jednakże głównie z jego oczyszczającymi właściwościami, w tym właściwościami oczyszczenia duchowego. Szczególną rolę odgrywa on m.in. w chrześcijańskim rytuale chrztu świętego. Woda, w której zanurza się dziecko ma "zmyć" z niego grzech pierworodny, a także chronić je przed złymi wpływami. Od tej chwili mały człowiek włączony zostaje do wspólnoty kościelnej i nałożone zostają na niego obowiązki wyznawcy chrześcijaństwa, gdyż narodził się on “na nowo”, bez grzechu.   
Ziemia najczęściej porównywana jest z matką, stąd narodziło się pojęcie Matki Ziemi parowanej najczęściej z Ojcem-Niebo. To właśnie on miał swym deszczem, porównywalnym do nasienia, zapładniać ziemię. Widziano w tym micie obraz, który pokazywał, jak funkcjonuje świat i jak funkcjonować ma człowiek. Z ziemi wszystko się zrodziło i do niej także miało powrócić. Rytuałem praktykowanym na skalę światową był humi positio, czyli złożenie dziecka na ziemi w ramach "prośby" skierowanej do bogini, by je przyjęła i zaakceptowała. Dopiero później takie dziecko mogło zostać zaakceptowane także przez ludzi. Jednakże nie tylko noworodki kładziono na ziemi, ale i tych członków społeczności którzy bliscy byli śmierci. W razie choroby symbolicznie grzebano chorego, gdyż odpowiadać to miało jego ponownym narodzinom. Ziemia kojarzona z płodnością i narodzinami związana była także ze świętością kobiety.
Rośliny według Eliade uświęcane miały być ze względu na reprezentowanie misteriów działania świata. Dawniej czas widziany był jako powtarzający się cykl, używana była kołowa struktura patrzenia na niego, nie jak w obecnych czasach, gdy postrzegamy czas liniowo. Odradzająca się roślinność, w szczególności drzewa, była zwieńczeniem tej idei. W wielu kulturach kosmos przedstawiany był właśnie jako drzewo symbolizujące nie tylko tę ideę, lecz także aspekty życia, młodości, nieśmiertelności oraz mądrości. Kwitło ono na wiosnę, w lato wydawało owoce, jesienią następował kres jego życia, a na zimę “umierało” i dokładnie to samo dziać miało się z całą znaną ludziom ziemią.

### Sakralizacja symbolu

Pentagram, symbol 5 żywiołów znany na całym świecie

Symbole najczęściej swe znaczenia będą zawdzięczać powiązaniom ze sferami wyższymi/bogami, przykładowo będą ich uosobieniem, atrybutem, bądź odgrywać będą ważną, nieraz kluczową rolę, najczęściej w micie kosmogonicznym. Większość symboli jednak sakralizowane było jeszcze przed momentem, gdy zostały one “przywłaszczone” sobie przez bóstwa.
Powszechna była wiara w to, iż miałyby one być przedłużeniem hierofanii, sposobem na zatrzymanie na ziemi fragmentu sacrum. Noszone w formie amuletu pozwalają człowiekowi na łączność ze światem świętości bez konieczności zrywania kontaktu ze światem świeckim. Stanowiły także podstawę systemów religijnych, gdyż religia kodowana miałaby być w formie systemu symboli.
Symbolem samym w sobie nazywać możemy nie tylko (w wąskim znaczeniu) przedłużenie hierofanii, ale (w szerokim znaczeniu) cokolwiek może przyjąć rolę symbolu. Często zdarza się, że po otrzymaniu znaczenia, do danego znaku będą dobudowywane jeszcze inne interpretacje, inne znaczenia, aż wreszcie wartość zostanie mu nadana przez każdego człowieka indywidualnie. Antropologowie ostrzegają jednak przed interpretacją symboli poza kręgiem kulturowym w których te funkcjonują ze względu na fakt, że symbolika jest, inaczej rzecz ujmując, środkiem kodowania sytemu ideologicznego.

### Sakralizacja miejsca

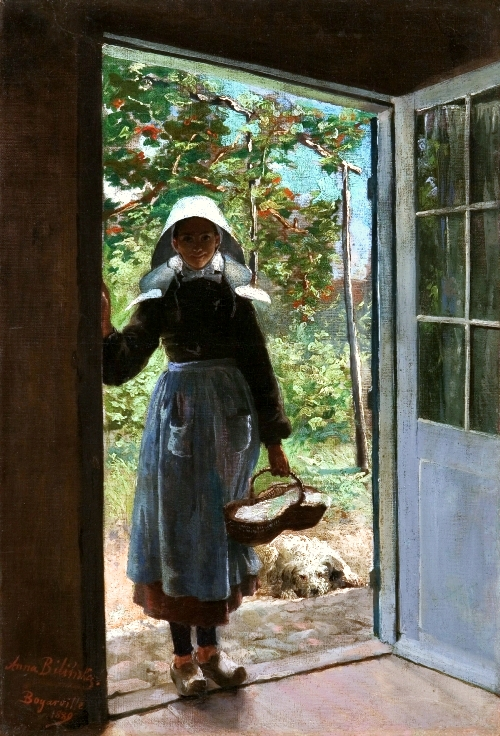
“Breton Woman Standing On A Doorstep” Anna Bilińska-Bohdanowicz, 1889

Mircea Eliade wysuwa teorię o niejednorodności przestrzeni, która polega na wyróżnieniu obszarów uświęconych (ważnych) oraz tych ludzkich (bezkształtnych).  Święty punkt z perspektywy osoby wierzącej stanowi swego rodzaju "miejsce stałe" które pozwalać ma na życie naprawdę, życie rzeczywiste. Ponadto pozwala spojrzeć na chaotyczny zewnętrzny świat inaczej. Przykładowo dla chrześcijanina kościół umiejscowiony będzie w innej, świętej, przestrzeni. Próg budynku stanowić będzie tutaj granicę dzielącą dwie rzeczywistości. Taką samą funkcję z resztą pełni też zwykły próg domostw, z którym często związane są wszelkiego rodzaju obrzędy mające go zabezpieczyć przed wkradaniem się do środka negatywnych mocy i energii. To specjalne miejsce ma własnych strażników, czasem nawet bogów.
Transcendencja miejsca uświęconego charakteryzuje się najczęściej tym, iż to właśnie tam nawiązywano kontakt z siłami nadprzyrodzonymi, uważano, że ten kawałek ziemi jest po prostu bliżej bogów niż otaczająca go przestrzeń nieuświęcona. Świątynie najczęściej służyły jako “wrota boże”.
Przestrzeń sama w sobie nie była od razu uznawana za świętą, do tego potrzebny był znak. Jeżeli takowy się nie objawiał, ludzie aranżowali go samodzielnie. Mógł być to jakikolwiek znak, gdyż bez uświęcenia ziemi na “swoją” nie można było na niej się osiedlić. Często więc stosowana była praktyka evocatio przy pomocy zwierząt. Jednym przykładem takiego zachowania może być pogoń za dziką zwierzyną, a w miejscu zabicia jej stawiano świątynię. Drugim przykładem jest zaś użycie zwierzęcia domowego, które wypuszczano na wolność a po kilku dniach odnajdywano. Tam zostawało ono złożone w ofierze i ponownie mogło dojść do aktu założenia świątyni lub wioski. Pokazuje to, że ludzie nie mogli sami wybrać miejsca, a jedynie mogli podjąć działanie mające na celu wskazanie go.

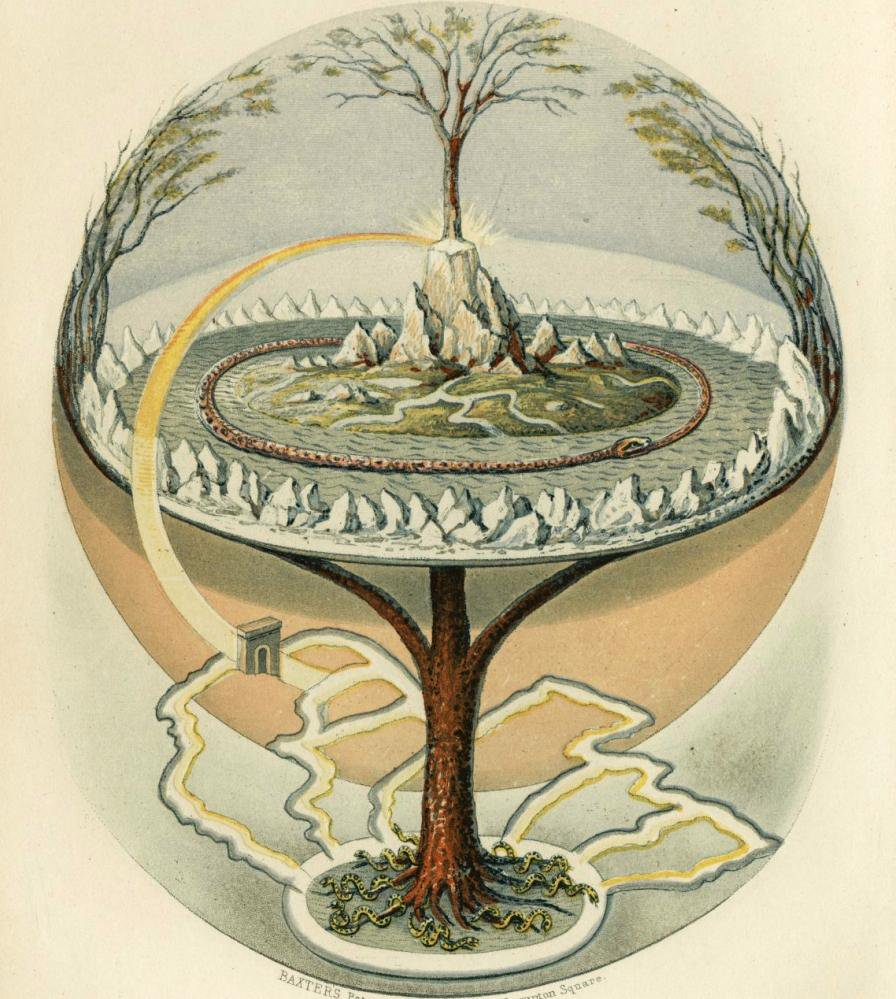
Yggdrasil jako axis mundi, mitologia nordycka

Kiedy zostało już ono odnalezione należało przystąpić do tzw. powtórzenia kosmogonii, czyli aktu stworzenia. Świat podzielony był na ten “nasz” oraz ten “obcy”, a rytuał miał przekształcić świat “obcy” w “nasz”. To co ludziom znane naturalnie utożsamiane było z bezpieczeństwem, a to nieznane z demonami, upiorami i po prostu nieładem. W obrzędach wedyjskich by objąć jakiś obszar należało wznieść ołtarz ognia poświęcony Agni. Nie było to niczym innymi niż powtórzeniem w skali mikro dzieła stworzenia oraz przeistoczenia chaosu w ład. Podobnie czynili konkwistadorzy hiszpańscy i portugalscy – poprzez postawienie krzyża na terytoriach podbitych niejako “stwarzali je na nowo”.
Ważnym elementem wierzeń społeczności tradycyjnych jest koncepcja axis mundi, czyli kolumny łączącej trzy światy (bogów, ludzi i zmarłych/duchów) i będącej centrum świata. Za axis mundi uznane może być wiele obiektów takich jak góra, która dzięki swej wysokości, łączyć miałaby ziemię z niebem więc uznawana była za oczywisty środek świata. Ponadto wierzono, iż kraj, który taką górę otaczał był “najwyższym krajem”, bo był najbliżej nieba. Wywyższało to oczywiście lud zamieszkujący dany teren ponad inne ludy.

### Desakralizacja

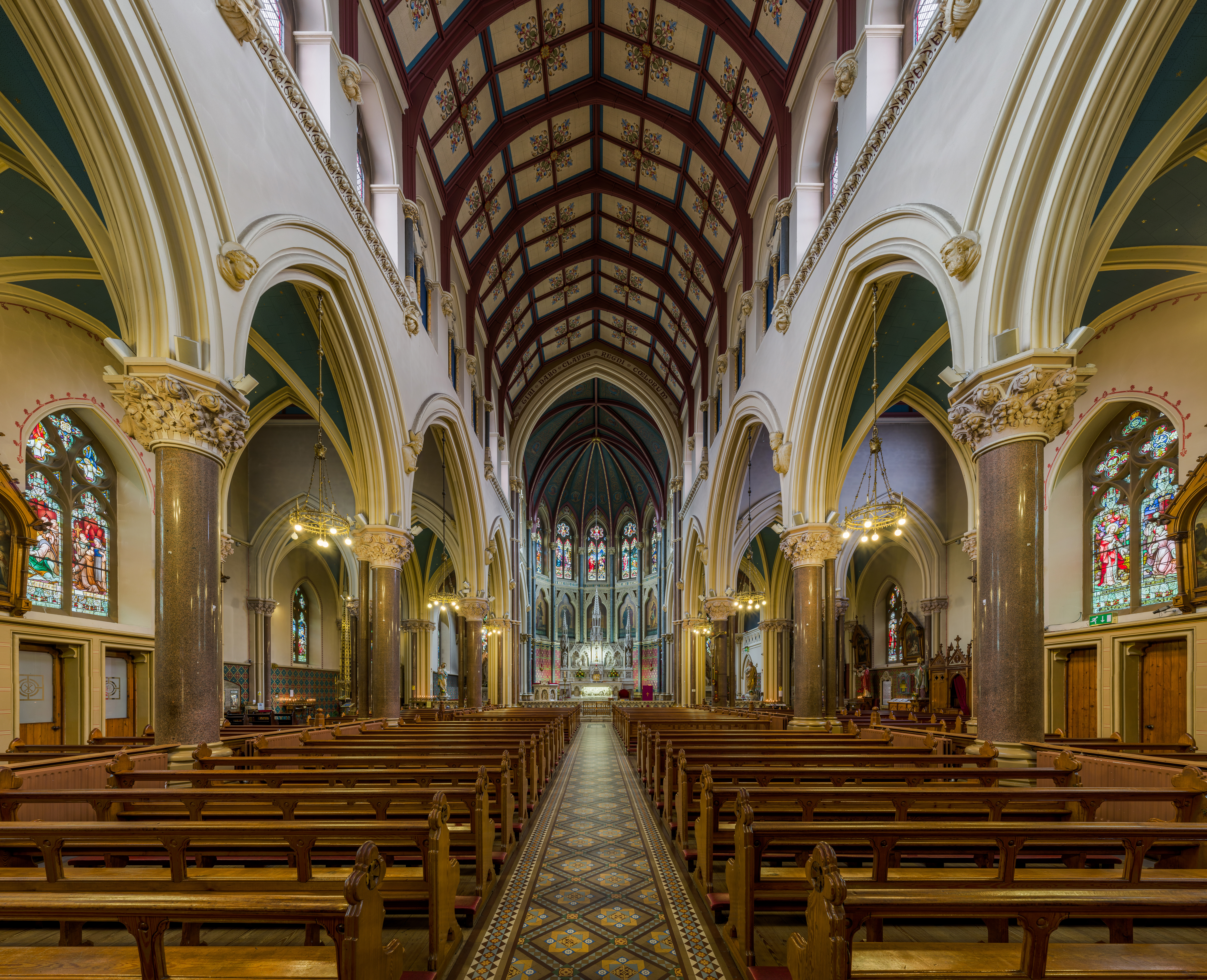
Kościół św. Piotra w Irlandii

Dla ludzi świeckich przestrzeń ukazuje się jako jednorodna i neutralna, choć pokreślić należy, iż autor sprzeciwia się tej koncepcji argumentując to faktem personalnej wyjątkowości niektórych miejsc takich jak ojczyzna. Ponadto Mircea Eliade jest przeciwny idei desakralizacji samej w sobie i przekonany jest o tym, że nigdy nie doszło, i nigdy nie dojdzie, do pełnej desakralizacji czegokolwiek. Ludzie wciąż będą czuć więź z naturą oraz podziwiać jej piękno jako coś nadzwyczajnego.
Zmniejszenie religijności doprowadza co prawda do coraz bardziej przyspieszającego procesu przekształcania budynków kościelnych w budynki o charakterze użytkowym, lecz przecież to nie jedynie kościoły są miejscem uświęconym. Sakralizacja dotyczyć może każdego miejsca, a także osób czy przedmiotów. Wiele ludzi zrzeka się wiary w zjawiska nadprzyrodzone, w tym w fenomen “amuletów szczęścia”, lecz te mimo to nie notują spadku zainteresowania. Na przykładzie celebrytów zaś doświadczyć możemy sakralizacji osób. Przestały być nimi księża/kapłani a zaczęli ci, którzy mają sławę i/lub władzę.

### Magia a religia

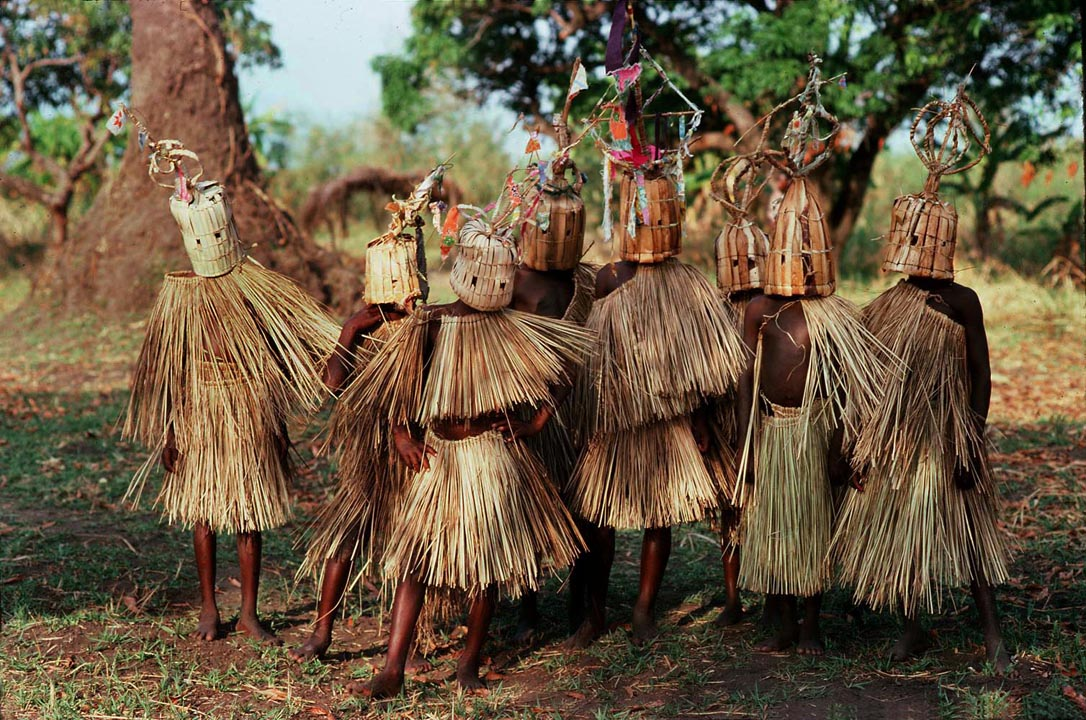
Rytuał inicjacyjny chłopców z plemienia Yao, Malawi

Magia i religia są ze sobą blisko, gdyż oba te pojęcia odwołują się do sfery sakralnej. Często następuje problem z rozróżnieniem tych pojęć, ponieważ w niektórych sytuacjach społecznych mogą pełnić te same funkcje i często się nawzajem uzupełniają. Za niektóre z podobieństw można uznać m.in. to, że.
- Obie dziedziny nie poddają się kryteriom logiki

- Obu dziedzinom właściwy jest symbolizm – przedmioty dostępne poznaniu zmysłowemu zyskują nowe znaczenie

- Rytuały są w obu przypadkach zewnętrzną reprezentacją tego co nadnaturalne

- Obie dziedziny odwołują się do sił nadprzyrodzonych i/lub kontaktu z nimi poprzez pośrednika[8]

Co do różnic, główną z nich będzie fakt, iż magia w przeciwieństwie do religii nie będzie na wysokim stopniu zinstytucjonalizowania, ale także różnić je będą zaspokajane sfery. Magia za zadanie ma zaspokoić potrzeby materialne oraz fizyczne – celem będzie efekt, zaś w religii celem najczęściej jest zaspokojenie potrzeb duchowych oraz rytuał sam w sobie. Działania magiczne najczęściej podejmowane będą spontanicznie, a działania religijne powtarzać się będą co jakiś określony czas (przykładowo święta obchodzone co roku).